# Reloj de lógica cuántica
Un reloj de lógica cuántica es un tipo de reloj que confina juntos iones de aluminio y de berilio en una trampa electromagnética retardados por láseres a temperaturas cercanas al cero absoluto. Desarrollado en 2010 por el físico Chin-wen Chou del Instituto Nacional de Estándares y Tecnología, el reloj es 100.000 veces más exacto que el estándar internacional existente. Tanto el reloj cuántico basado en aluminio como el basado en mercurio mantiene el tiempo por medio de la vibración del ion en una frecuencia óptica usando un láser UV, que es 100.000 veces más alta que las frecuencias de microondas usadas en el NIST-F1 y otros estándares de tiempo similares alrededor del mundo. Los relojes de lógica cuántica como este pueden dividir el tiempo en unidades más pequeñas y pueden ser mucho más precisos que los estándares de microondas.
El reloj pierde un segundo cada 3400 millones de años, comparado al reloj atómico de fuente de cesio NIST-F1 que pierde un segundo cada 100 millones de años, que es en el que está basado el estándar internacional actual. El equipo de Chou no puede medir realmente los impulsos por segundo del reloj porque la definición de un segundo está basada en el NIST-F1 que no puede medir a una máquina más precisa. "El reloj de aluminio es muy exacto porque es insensible a los campos magnéticos y eléctricos de fondo, y también a la temperatura".
En febrero de 2010, los físicos del NIST construyeron una segunda versión mejorada del reloj de lógica cuántica usando un único átomo de aluminio. Considerado el reloj más exacto del mundo, este ofrece más de dos veces la precisión del original.